# Добровольский, Алексей Степанович
Алексей Степанович Добровольский (1791—1844) — русский художник, академик Императорской Академии художеств, один из организаторов Московского художественного класса.

## Биография
В 1798 году вместе с братом В. С. Добровольским поступил в Императорскую Академию художеств. Получил малую серебряную медаль Академии (1811) и малую золотую (1 сентября 1812) за программу «представить в действии известного Нижегородского гражданина Козьму Минина, подвигнувшего сердца всех сограждан своих к пожертвованию всем имуществом своим к спасению отечества», заданную 6 мая 1812 года. Был выпущен из академии с аттестатом первой степени и шпагой. Был другом юности К. П. Брюллова.
Работал учителем рисования  в Симбирске. В конце 1820-х годов приехал в Москву, где стал деятельным членом художественного кружка, который составляли: братья А. С. и В. С. Добровольские, И. Т. Дурнов и несколько любителей. В 1832 году члены кружка решили открыть Художественный класс. А. С. Добровольский стал одним из учредителей и первых преподавателей этого класса, преобразованного впоследствии в «Московское училище живописи, ваяния и зодчества».
В 1836 году Императорская Академия художеств, принимая во внимание труды братьев А. С. и В. С. Добровольских и И. Т. Дурнова по учреждению и устройству художественного класса и их преподавательскую деятельность в нем, а также отзыв об их деятельности почётного председателя художественного класса — военного генерал-губернатора князя Д. В. Голицына, — сделала следующее определение: 

Его Сиятельство (генерал-губернатор) полагает, что сии художники суть существенные основатели Московского художественного класса, и если бы постоянное и безусловное усердие сих художников не подвигло, с пожертвованием собственного интереса, принять из любви к искусствам участие в водворении в Москве лучших понятий о художествах, то таковое заведение без сего не могло бы ничего ни предпринять, ни успеть; притом обращая внимание на успехи учеников означенного художественного класса, доказывающие опытность и знание дела гг. учащих, т. е. братьев Добровольских и Дурнова, и основываясь на примере возведения в академики г. Ступина за основание художественной школы в Арзамасе, Совет находит справедливым признать гг. художников: Алексея и Василия Добровольских и Ивана Дурнова, как учредителей Московского художественного класса, академиками.
До самой смерти А. С. Добровольский неутомимо трудился на пользу художественного класса и способствовал образованию многих художников. Добровольскому принадлежит: «Предположение об учреждении в Москве картинной галереи и при ней выставки художественных произведений» (1836).
Умер в Москве 22 апреля (4 мая) 1844 года после изнурительной болезни на 55 году жизни и погребён на Ваганьковском кладбище; могила утрачена.

## Примеры работ

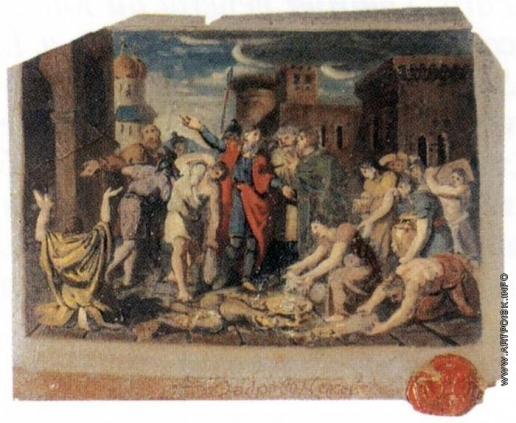
Эскиз несохранившейся картины «Кузьма Минин на Нижегородской площади»[2] (1812)
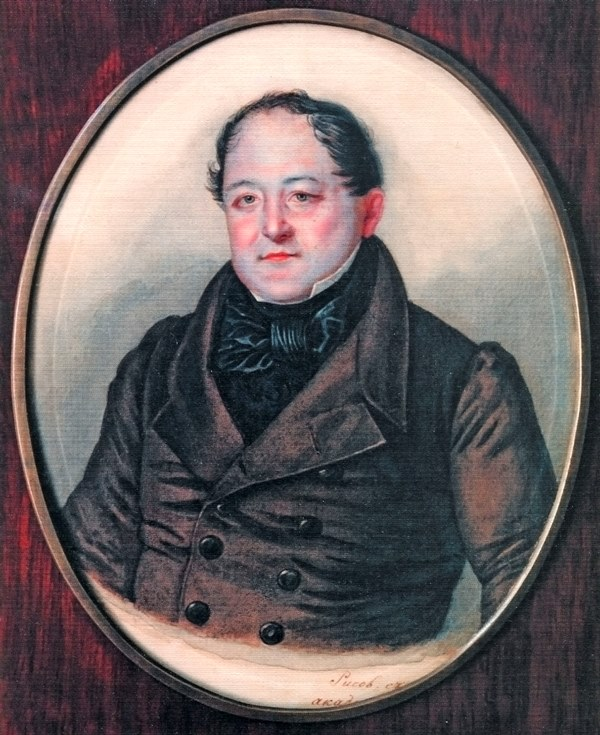
Портрет М. С. Щепкина (1839)
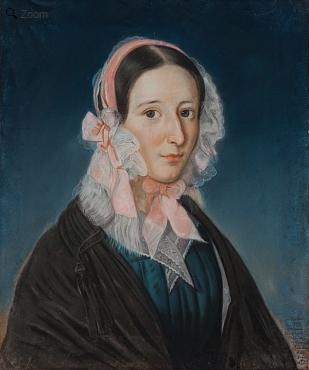
Женский портрет (1843)